# Saint-Marc-sur-Couesnon
Saint-Marc-sur-Couesnon (bret. Sant-Marzh-ar-C'houenon) – miejscowość i dawna gmina we Francji, w regionie Bretania, w departamencie Ille-et-Vilaine. W 2013 roku populacja ówczesnej gminy wynosiła 568 mieszkańców. 
W dniu 1 stycznia 2019 roku z połączenia dwóch ówczesnych gmin – Saint-Georges-de-Chesné, Saint-Jean-sur-Couesnon, Saint-Marc-sur-Couesnon oraz Vendel – powstała nowa gmina Rives-du-Couesnon. Siedzibą gminy została miejscowość Saint-Jean-sur-Couesnon. 